# Маклаков, Алексей Алексеевич
Алексей Алексеевич Маклаков (1872—1918) — врач, офтальмолог, профессор Московского университета. Братья:  Василий (1869—1957), адвокат, член Государственной думы от города Москвы и Николай (1871—1918) — российский государственный деятель, министр внутренних дел.

## Биография
Окончил медицинский факультет Московского университета. Защитил диссертацию «Изменения диоптрических элементов глаза при различных степенях аккомодации. Исследование при помощи офтальмофакометра» на степень доктора медицины (1903).
В должности экстраординарного профессора возглавлял кафедру и был директором глазной клиники на медицинском факультете Московского университета (1910–1918).
Область научных интересов: терапия глазных болезней, изменение диоптрических элементов глаза при различной степени аккомодации.
Сочинения:
- Изменения диоптрических элементов глаза при различных степенях аккомодации. М., 1903.
- Краткая терапия глазных болезней. М. 1911.